# Анина Укатис
Анина Укатис, рођена као Анина Улрих (22. децембра 1978. у Бремерхафену)), немачка је водитељка, модел и бивша порнографска глумица. Опробала се и као певачица и колумнисткиња.

## Каријера
Анина је рођена и одрасла у малом лучком граду на северозападу Немачке. После завршетка школе, студирала је економију, постала општинска службеница за својину па агент за некретнине. Убрзо након уграђивања импланата у дојке, почела је са секси наступима, односно да ради као еротски модел.
На личној страни, Анина је желела да има велике груди и признала је да је зависник од пластичне хирургије. 2004. године Анинине нове груди имале су по 500 кубних центиметара силикона у сваком импланту. 2005. г. уследила је друга операција која је то повећала на по 700 кубних центиметара. Желела је и треће увећање, али су је немачки хирурзи одбили. Због тога је отпутовала у Шпанију и тамошњи хирурзи су то повећали на 1.400 кубних центиметара силикона у свакој дојци.
Године 2007, отпуштена је због превеликих груди, нарушавајући имиџ предузећа, али Анина каже да се њени клијенти нису жалили на то.
После отпуштања, Анина је стекла светску пажњу у вестима и постала порно звезда са великим попрсјем. Глумила је свом првом хардкор филму Das Promiluder 2007. Радила је за предузећа Видеорама, Магмафилм и још неке.
У јануару 2009, Анина се придружује немачком издању риалити-шоуа Велики брат. Приказивана је док се тушира, а такође је и имала секс са укућанином Сашом Зиртлом. То је користило повећању гледаности. Сезону овог шоуа је напустила априла 2009..
Почела је да се виђа са Зиртлом, па је телевизија RTL јануара 2010. покренула нов spin-off шоу, Анина и Саша се воле. Након тога, свако је отишао својим путем.
Следећи Анинин шоу је Купи, изнајми, живи, од марта 2012, где Анина покушава да прода куће и станове на исти начин на који је то чинила пре него што је постала позната порно звезда. „Осећам се као дежа ви”, изјављује у једном интервјуу.
Од јесени 2012. виђа се са немачким могулом у области некретнина, Теодором Земелхаком, скоро 20 година старијим од ње, а 2. марта 2013. венчавају се у Лас Вегасу.

## Награде
- 2008:  – Најбоља придошлица (Немачка)

## Филмографија

### серије иТВнаступи
-{
- 2007: Gute Mädchen, böse Mädchen
- 2009: Big Brother Staffel 9
- 2009: Anninas Welt
- 2009: Big Brother
- 2010: Annina & Sascha in Love
- 2010: Das Tier in Mir
- 2011: Himmel und Hölle
- 2011: Beat the Blondes
- 2011: Das perfekte Promi-Dinner
- 2011: Eins gegen Eins
- 2011–2012: mieten, kaufen, wohnen (VOX)
- 2012: Der große deutsche IQ-Test 2012 (RTL II)
- 2012: RTL II Special – Das Magazin (RTL II)
- 2012: Annina & Jana — Zwei Glamourgirls auf EM-Trip (RTL II)
- 2013: Miami heiß — Annina’s American Dream (RTL II)

}-

### филмови
-{
- 2007: Das Promiluder
- 2007: Das Promiluder fickt weiter: Pralle Euter und dicke Riemen
- 2008: Annina Superstar (Анина — Прсата жена из снова)
- 2008: Annina’s Sex Talk
- 2008: Fast & Sexy
- 2009: Inside Annina
- 2011: Die Superbullen

}-